# Repertorium

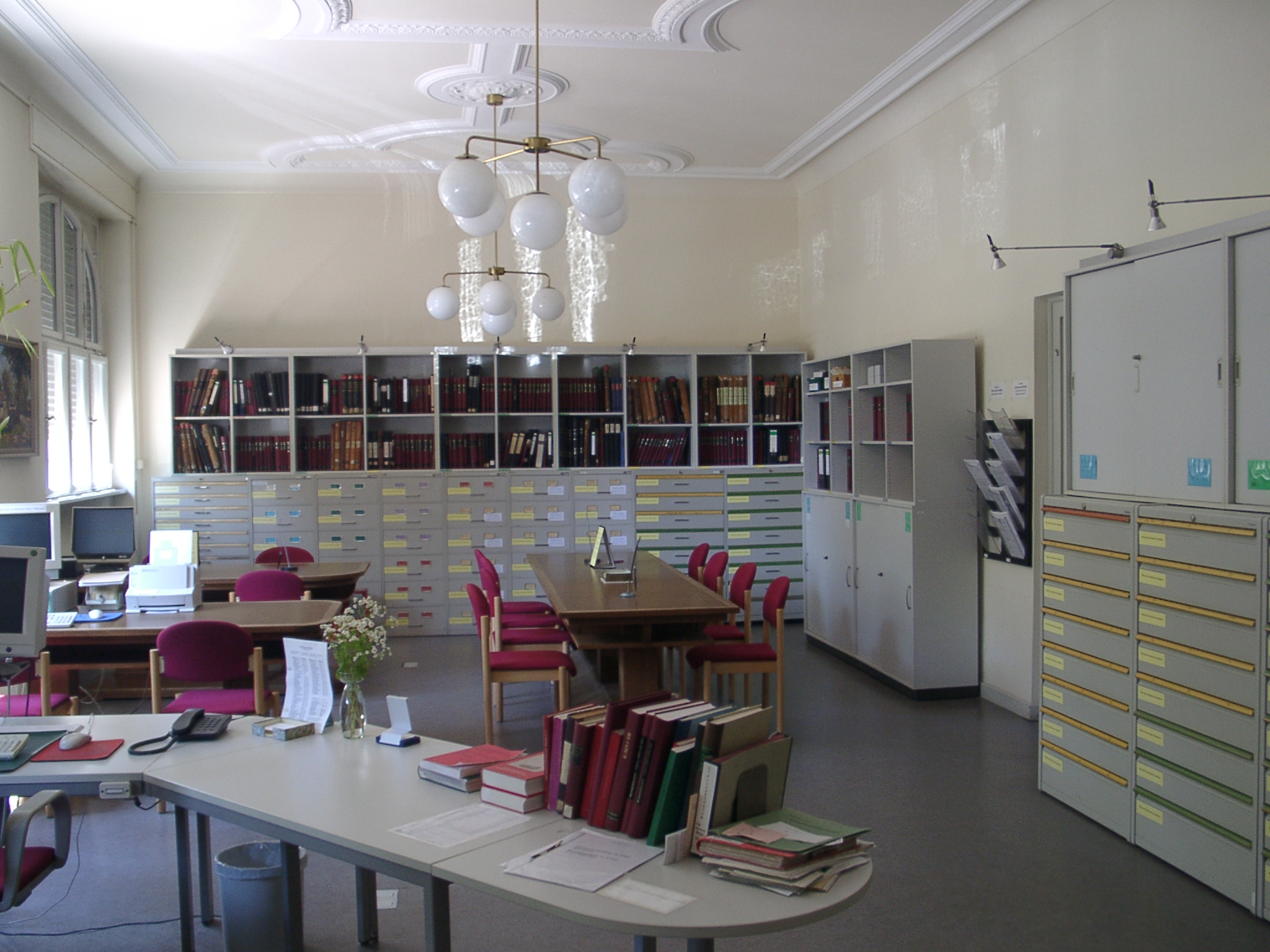
Separater Raum für die Findmittel im Generallandesarchiv Karlsruhe

Als Repertorium (von lateinisch reperire „(auf)finden“, „entdecken“, „ermitteln“, Plural: Repertorien) oder Findbuch bezeichnet man im Archivwesen ein schriftliches Verzeichnis der Archivalien eines Archivs.
Dieses kann bestandsbezogen oder bestandsübergreifend sowie archivübergreifend aufgebaut sein.
Repertorien wie Karteien, Findbücher, Listen oder auch Spezialinventare sind Ergebnisse der archivischen Erschließung und Verzeichnung. Sie dienen als Findmittel oder Findhilfen. Findmittel werden heute durch spezifische Archivinformationssysteme als Datenbanken erstellt und anschließend im Benutzersaal oder im Internet als Online-Findmittel bereitgestellt.

## Elemente eines Findbuchs
Ein abgeschlossenes, bestandsbezogenes Findbuch enthält in der Regel ein Vorwort zur Geschichte des Bestandsbildners (bei einem Nachlass eine Kurzbiographie), eine Einleitung zur Bestandsgeschichte sowie einer Beschreibung der Bewertungskriterien und der Ordnungs- und Verzeichnungsarbeiten.
Die erschlossenen Archivalien werden mindestens mit der Archivsignatur, dem Titel, Laufzeit und gegebenenfalls einem zusätzlichen Inhaltsvermerk aufgelistet. Ggf. wird auf zugehörige, aber aus praktischen und konservatorischen Gründen entnommene und an anderer Stelle verzeichnete Bestandteile verwiesen (z. B. aus einem Aktenband herausgelöste Karten oder Fotografien die einem entsprechenden Bestand zugeordnet wurden). Diese Einträge sind in der Regel zusätzlich in eine durch den Archivar aufgebaute Klassifikation eingegliedert.
Oft bietet es sich an, das Findbuch durch Sach-, Orts- und Personenindizes zu ergänzen.
Hatten die Akten vor ihrer Übernahme ins Archiv bereits eine Ordnungsnummer, z. B. durch einen Aktenplan, so können diese in einem gesonderten Verzeichnis, der Konkordanz, den Archivsignaturen gegenübergestellt werden; ebenso, wenn der Bestand im Archiv selbst einmal neu geordnet und mit neuen Signaturen versehen wurde.

## Spezialinventar
Ein Spezialinventar ist ein Findhilfsmittel, welches Archivalien zu bestimmten Themenstellungen aufnimmt und beschreibt.
Wie Sammlungen sind diese Inventare i. d. R. bestandsübergreifend angelegt und können Archivgut eines oder mehrerer Archive (heute oft virtuell) beinhalten.
In Einzelfällen beinhaltet ein solches Inventar auch Verweise auf weitere Quellenstandorte.

## Verwendung des Begriffes über die Archive hinaus
Im akademischen Sprachgebrauch bezeichnet man umfassende Verzeichnisse als Repertorien, zum Beispiel das Repertorium Germanicum. Vor allem im 19. Jahrhundert wurde der Begriff Repertorium gelegentlich auch als Zeitschriftentitel verwendet. Bekannte Beispiele sind:
- das von Emil Jacobsen herausgegebene Chemisch-technische Repertorium
- das Repertorium der mineralogischen und krystallographischen Literatur
- das Repertorium für Experimental-Physik, für physikalische Technik, mathematische und astronomische Instrumentenkunde
- das Repertorium der classischen Alterthumswissenschaft
- das Repertorium der gesamten deutschen Literatur
- das Repertorium für die Chemie als Wissenschaft und Kunst
- Repertorium des Topographischen Atlasblattes Berchtesgaden[2] (1841)

In jüngster Zeit wird der Begriff Repertorium auch für wissenschaftliche Datenbanken gebraucht, ein Beispiel ist das Repertorium Academicum Germanicum oder das Répertoire International de Littérature Musicale.